# Activision Blizzard Studios
Activision Blizzard Studios, LLC foi uma produtora de filmes e uma subsidiária da empresa americana de jogos eletrônicos Activision Blizzard com sede em Beverly Hills, Califórnia. Ele foi criado para utilizar as franquias de jogos populares de sua empresa-mãe por meio de filmes e programas de televisão. É co-liderado por Stacey Sher e Nick van Dyk, sendo este último um ex-executivo da The Walt Disney Company.
Em 2021, os dois co-presidentes da Activision Blizzard Studios partiram para explorar outras oportunidades e, dada a falta de produção desde 2018, é provável que o estúdio tenha encerrado as operações.

## História
Em uma apresentação do dia do investidor em 6 de novembro de 2015, na esteira do longa-metragem Warcraft, a Activision Blizzard anunciou a formação da Activision Blizzard Studios, uma subsidiária de produção cinematográfica dedicada à criação de séries de televisão e filmes originais baseados em suas franquias de jogos eletrônicos. Em janeiro de 2016, a empresa anunciou que o estúdio será co-liderado pela produtora Stacey Sher e pelo ex-executivo da The Walt Disney Company Nick van Dyk.
Em 2016, a empresa fez uma parceria com a Netflix para exibir exclusivamente seu primeiro programa de televisão, uma série animada baseada na série de jogos eletrônicos Skylanders da Activision, chamada Skylanders Academy.
Também em 2016, a Activision Blizzard Studios firmou um acordo de licenciamento de conteúdo com um estúdio de produção terceirizado, a Legendary Pictures, para produzir sequências do longa-metragem World of Warcraft, baseado em sua franquia de videogame World of Warcraft. Em abril de 2017, o trabalho em um filme baseado na série de jogos eletrônicos da Activision Call of Duty gerou vários roteiros, com a esperança de que as filmagens começassem em 2018. A empresa também espera criar filmes baseados em Overwatch e outros.
Um filme para Call of Duty foi anunciado em 2015 durante o dia do investidor, porém em 2020 o diretor do filme Stefano Sollima disse que a produção do filme está "no limbo" e "estacionou", dizendo que "a ideia de expandir o universo, o mundo de Call of Duty, não é mais no momento uma prioridade industrial do grupo, da Activision.” 
A Activision Blizzard Studios não aparece mais no site corporativo e não há conteúdo produzido ou lançado desde 2018. Além disso, ambos os co-presidentes do estúdio parecem ter saído, sugerindo que a empresa pode não estar mais ativa.

## Produções

### Filme
| Ano | Título                                  | Co-produção com | Distribuição por |
| --- | --------------------------------------- | --------------- | ---------------- |
| TBA | Série de filmes Call of Duty sem título | TBA             | TBA              |

### Televisão
| Ano       | Título             | Co-produção com | Plataforma |
| --------- | ------------------ | --------------- | ---------- |
| 2016–2018 | Skylanders Academy | TeamTO          | Netflix    |

### Cancelado
| Ano  | Título                                      | Co-produção com | Plataforma         |
| ---- | ------------------------------------------- | --------------- | ------------------ |
| 2021 | Série animada sem título do Crash Bandicoot | Amazon Studios  | Amazon Prime Video |

## Ligações Externas
- Sítio oficial